# Monechma ciliatum
Monechma ciliatum là một loài thực vật có hoa trong họ Ô rô. Loài này được (Jacq.) Milne-Redh. mô tả khoa học đầu tiên năm 1934.